# Comuna de Kleszczele
Kleszczele (polaco: Gmina Kleszczele) é uma gminy (comuna) na Polónia, na voivodia de Podláquia e no condado de Hajnowski. A sede do condado é a cidade de Kleszczele.
De acordo com os censos de 2004, a comuna tem 2966 habitantes, com uma densidade 20,8 hab/km².

## Área
Estende-se por uma área de 142,62 km², incluindo:
- área agricola: 54%
- área florestal: 38%

## Demografia
Dados de 30 de Junho 2004:
|                      | Total   | Total | Mulheres | Mulheres | Homens  | Homens |
| -------------------- | ------- | ----- | -------- | -------- | ------- | ------ |
|                      | pessoas | %     | pessoas  | %        | pessoas | %      |
| População            | 2966    | 100   | 1510     | 50,9     | 1456    | 49,1   |
| Densidade (pop./km²) | 20,8    | 100   | 10,6     | 10,6     | 10,2    | 10,2   |

De acordo com dados de 2002, o rendimento médio per capita ascendia a 1190,04 zł.

## Comunas vizinhas
- Boćki, Czeremcha, Dubicze Cerkiewne, Milejczyce, Orla.